# Бегство девчонки
«Бегство девчонки» (норв. Ung flukt) — норвежский фильм 1959 года режиссёра Эдит Карлмар по роману Нильса Йохана Руда.

## Сюжет
Андерс, юноша из хорошей семьи среднего класса, только что закончил среднюю школу и собирается поступать в университет. Он знакомится с Гердой — девушкой из неблагополучной семьи. Её считают «распущенной» женщиной, тусовщица из молодёжной дорожной банды, она находится под опекой социальных служб. Семья юноши не приемлет их отношений. Бросая вызов своим родителям, которые категорически не одобряют Герду, Андерс «одалживает» машину своего отца и увозит девушку с собой в заброшенную усадьбу глубоко в лесу. Они живут летним приключением, полным воздуха и юной любви, пока однажды в этой идиллии не появляется странный человек, бывший заключенный Бендик, недавно вышедший из тюрьмы владелец усадьбы. Герда чувствует странное влечение к Бендику. В то же время она начинает уставать от примитивного существования в этом пустынном месте, и вскоре идиллическая маленькая усадьба становится местом драматических событий.

## В ролях
- Лив Ульман — Герда
- Атл Мертон — Андерс
- Рольф Сандер — Бендик
- Нанна Стенерсен — мать Герды
- Ранди Бренне — мать Андерса
- Торе Фосс — отец Андерса
- Эгиль Хьорт-Йенссен — шериф
- Ингрид Овре Вийк — социальный куратор

## Критика
«Бегство девчонки» является чем-то вроде второстепенной жемчужины — фильма, который не только раздвигает художественные границы съемок сексуального освобождения, учитывая мораль того времени, но и отражает дихотомию изобилия и свободы молодежи и подсознательного осознания возможной необходимости соответствовать общественным нормам ожидания, которые приходят с взрослением. Вместо простой поучительной истории о безрассудной юношеской любви Карлмар создает вдумчивый и провокационный портрет процесса взросления и осознания социальных ограничений и моральной ответственности, которые в конечном счете гасят свет юности.